# 자이르 페헤이라
자이르 페헤이라 다 시우바(포르투갈어: Jair Pereira da Silva, 1946년 5월 29일, 히우 지 자네이루 ~)는 흔히 자이르 페헤이라(포르투갈어: Jair Pereira)로 알려진 전 축구 선수이자 감독이다. 그는 현역 시절 미드필더로 활약했다.

## 수상

### 선수
- 1973 - 캄페오나투 페르남부카누 (산타 크루스)
- 1974 - 캄페오나투 브라질레이루 세리이 A (바스쿠 다 가마)
- 1977 - 타사 과나바라 (바스쿠 다 가마)
- 1977 - 캄페오나투 카리오카 (바스쿠 다 가마)
- 1977 - 타사 과나바라 (바스쿠 다 가마)

### 감독
- 1982 - 캄페오나투 브라질레이루 세리이 B (캄푸그란지)
- 1982 - 캄페오나투 파라나엔시 (파이산두)
- 1983 - 남아메리카 청소년 선수권 대회 (브라질 U-20)
- 1983 - 세계 청소년 축구 선수권 대회 (브라질 U-20)
- 1987 - 캄페오나투 미네이루 (크루제이루)
- 1988 - 캄페오나투 파울리스타 (코린치앙스)
- 1989 - 캄페오나투 미네이루 (아틀레치쿠 미네이루)[3]
- 1990 - 코파 두 브라지우 (플라멩구)[4]
- 1991 - 캄페오나투 미네이루 (크루제이루)
- 1992 - 코파 델 레이 (아틀레티코 마드리드)
- 1992 - 수페르코파 리베르타도레스 (크루제이루)
- 1994 - 캄페오나투 카리오카 (바스쿠 다 가마)
- 2000 - 코파스 술-미나스 (아메리카 미네이루)
- 2001 - 캄페오나투 미네이루 (아메리카 미네이루)
- 2006 - 캄페오나투 세아렌시 (포르탈레자)[5]